# والنتینا ناپی
والنتینا ناپی (انگلیسی: Valentina Nappi)؛ (زاده ۶ نوامبر ۱۹۹۰) بازیگر و مدل پورنوگرافی ایتالیای است.

## جوایز
- نامزد جایزه ایکس بیز ۲۰۱۳ – بهترین بازیگر زن خارجی[۳]
- نامزد جایزه ای‌وی‌ان ۲۰۱۳ – بهترین بازیگر زن خارجی[۴]
- نامزد جایزه ای‌وی‌ان ۲۰۱۳ – بهترین صحنه سکس سه‌نفره – G/G/B[۴]
- نامزد جایزه ای‌وی‌ان توسط رای طرفداران ۲۰۱۳ – امیدبخش‌ترین ستاره جدید[۵]
- نامزد جایزه ای‌وی‌ان توسط رای طرفداران ۲۰۱۳ – بهترین سینه‌ها[۶]